# パンサー・6
パンサー・6（Panther 6 ）は、1977年にパンサー・ウェストウインズで製造された6輪コンバーチブル車である。
エンジンはツインターボ付きのキャデラック製V型8気筒8.2Lエンジン（Cadillac V8 500ci ）を、ミッドシップに搭載した。僅か2台（白と黒）が製造され、双方とも現存する。1台は中東にあり、もう1台は2008年のNECクラシックカー・ショーでパンサーカー・クラブ（Panther Car Club ）により出展された。
6輪車の構想はティレル・P34に触発されたもので、265/50 VR16タイヤを履く1組の後輪と操舵可能な205/40VR13タイヤを履く2組の前輪で構成されていた。
着脱可能なハードトップとコンバーチブルの幌、電気式計器盤、エアコン、自動作動消火器、電動シートとパワーウィンドウ、自動車電話と車載テレビを備えていた。
最高速度は320km/h（約200mph）以上と言われているが、立証されたことはない。

## 書籍
- The Observer's Book of Automobiles Frederick Warne & Co (1978) ISBN 0-7232-1585-5